# Сент-Хеленс (Тасмания)
Сент-Хеленс (англ. St Helens) — самый крупный город (town) на севере восточного побережья Тасмании (Австралия). Согласно переписи 2016 года, население города Сент-Хеленс составляло 1449 человек.

## География

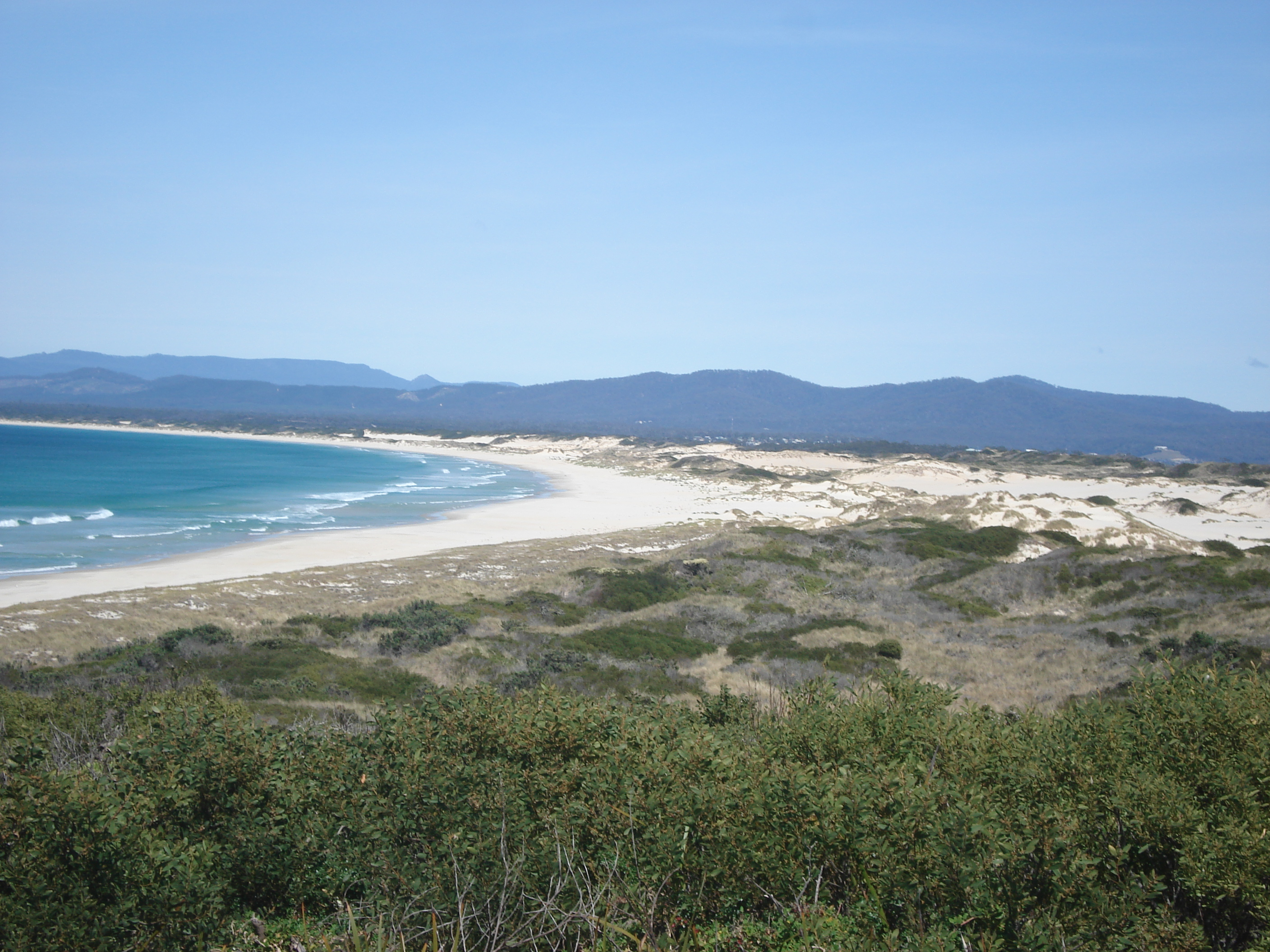
Берег в районе Сент-Хеленс

Сент-Хеленс расположен на северо-востоке острова Тасмания, на автомобильной дороге  Тасман-Хайвей (Tasman Highway), у хорошо укрытой бухты Жорж (Georges Bay).

## История
С давних времён в этих местах жили тасманские аборигены племени Куннарра-Куна (Kunnarra Kuna). Первой европейской экспедицией, исследовавшей эту часть побережья Земли Ван-Димена (так тогда называлась Тасмания), была экспедиция Тобиаса Фюрно в 1773 году.
В 1830 году место, на котором сейчас находится Сент-Хелен, было исследовано топографом Джоном Гулдом (John Gould), который назвал его Гулдс-Кантри (Goulds Country). После этого стали выделяться земельные наделы для поселенцев. В 1834 году у залива Биналонг была открыта китобойная станция, которая просуществовала около двух лет. В 1835 году там был расположен военный отряд, в обязанности которого, в частности, входила поимка бегдых заключённых. В том же году Сент-Хеленс получил своё нынешнее название от имени поселения Сент-Хеленс на острове Уайт, который находится у южного побережья Англии.

## Население
Согласно переписи населения 2016 года, население города Сент-Хеленс составляло 1449 человек, 46,7 % мужчин и 53,3 % женщин. Средний возраст жителей составлял 56 лет.
| 1996 | 2001 | 2006 | 2011 | 2016 |
| ---- | ---- | ---- | ---- | ---- |
| 1776 | 1802 | 2049 | 1498 | 1449 |

## Транспорт
Сент-Хеленс расположен на автомобильной дороге  Тасман-Хайвей (Tasman Highway). К югу от Сент-Хеленс дорога  идёт вдоль восточного побережья Тасмании, проходя через населённые пункты Бишено, Суонси и Трайабанна, и далее сворачивает к юго-западу, в сторону Хобарта. В другом направлении дорога  сразу отходит от восточного побережья и идёт сначала на северо-запад, а потом на запад, в сторону Лонсестона. Расстояние от Сент-Хеленс до Хобарта — 253 км, а до Лонсестона — 161 км.
До Хобарта или Лонсестона можно также добраться, используя дорогу  Эск-Хайвей (Esk Highway), которая ответвляется от  примерно в 26 км южнее Сент-Хеленс, в районе города Сент-Мэрис.
Аэропорт Сент-Хеленс (St Helens Airport) находится в 3,7 км восточнее центра города — небольшой региональный аэропорт (ИАТА: HLS, ИКАО: YSTH).